# Атіраджендра Чола
Атіраджендра Чола — правитель держави Чола упродовж короткого періоду часу, успадкувавши трон від свого батька Вірараджендри Чола. Його правління позначилось громадянськими заворушеннями, імовірно на релігійному підґрунті, під час яких і загинув імператор. Йому спадкував Кулотунга Чола I.